# Tamias
Tamias es un género de roedores esciuromorfos de la familia Sciuridae conocidos vulgarmente como tamias, chichimocos, ardillas rayadas o ardillas listadas. Son principalmente de Norteamérica, con solo una especie que habita en Asia, la ardilla siberiana.
La mayoría de las taxonomías consideran Tamias como un género unitario; pero otras lo dividen en tres subgéneros: Tamias, con una sola especie, T. stratus, que vive en el este de Norteamérica, Eutamias, que incluye únicamente la ardilla siberiana, y Neotamias, que comprende las veintitrés especies restantes, propias del oeste americano. Aunque esta clasificación carecía en principio de base genética, posteriores estudios del ADN mitocondrial han mostrado que las divergencias genéticas entre los tres grupos de ardillas rayadas son similares a las que existen entre los géneros Marmota y Spermophilus, de la misma familia.
El nombre del género es la transcripción del vocablo griego ταμίας, que es el sustantivo correspondiente al verbo ταμιεύω, que significa, entre otras cosas, 'guardar, reservar, tener en depósito', en referencia a la costumbre de estas ardillas de recoger y almacenar alimento para consumirlo durante el invierno.

## Especies
Subgénero Tamias
- Tamias striatus

Subgénero Eutamias
- Eutamias sibiricus

Subgénero Neotamias
- Neotamias alpinus
- Neotamias amoenus
- Neotamias bulleri
- Neotamias canipes
- Neotamias cinereicollis
- Neotamias dorsalis
- Neotamias durangae
- Neotamias merriami
- Neotamias minimus
- Neotamias obscurus
- Neotamias ochrogenys
- Neotamias palmeri
- Neotamias panamintinus
- Neotamias quadrimaculatus
- Neotamias quadrivittatus
- Neotamias ruficaudus
- Neotamias rufus
- Neotamias senex
- Neotamias siskiyou
- Neotamias sonomae
- Neotamias speciosus
- Neotamias townsendii
- Neotamias umbrinus